# Koperníkův princip

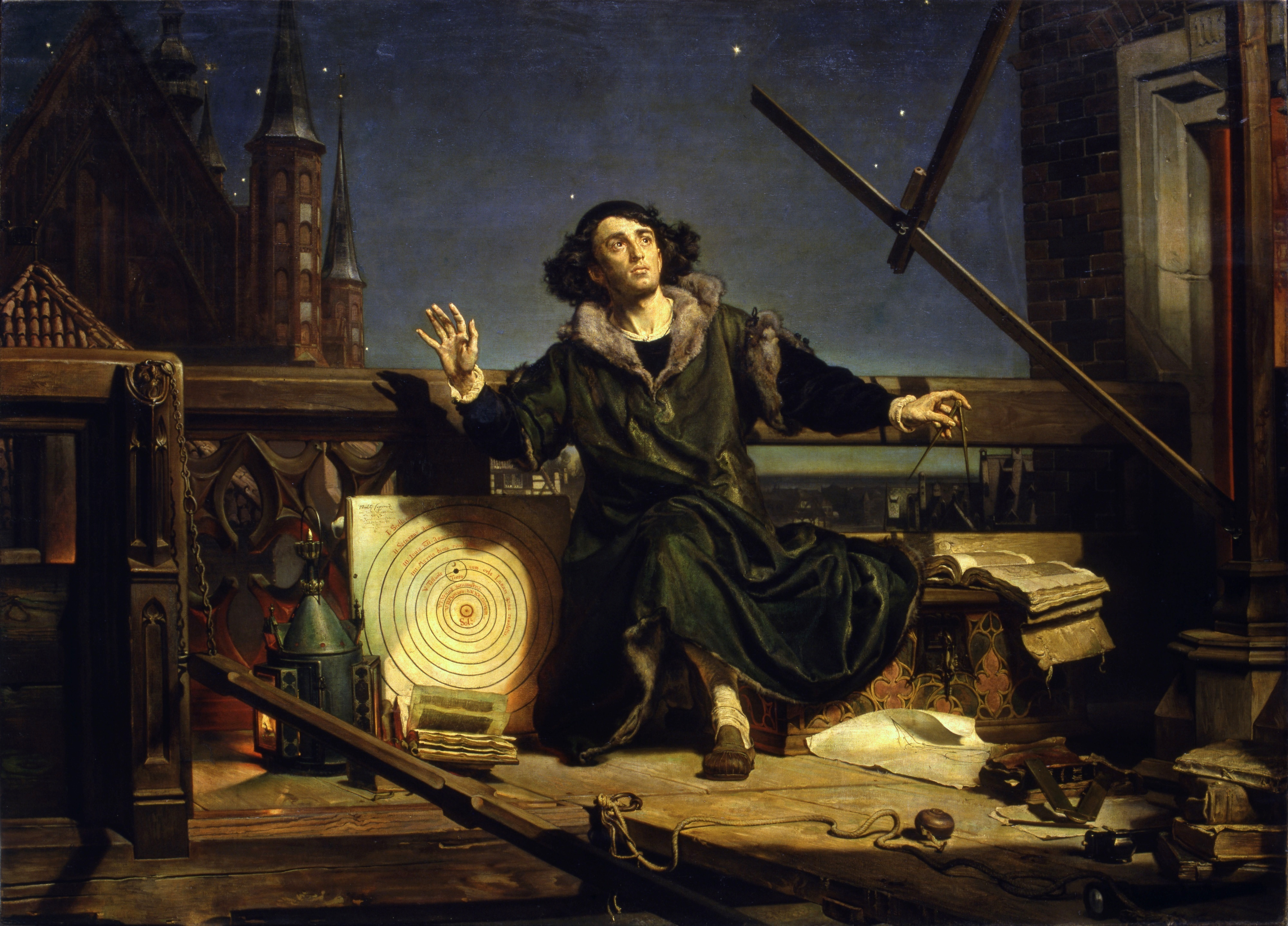
Mikuláš Koperník

Koperníkův princip je kosmologická poučka pojmenovaná podle astronoma Mikuláše Koperníka. Tvrdí, že Země nezaujímá ve vesmíru význačné místo.
Tato myšlenka byla důležitým posunem od starověkého chápání vesmíru jako Země, kolem které obíhají planety i Slunce (geocentrický názor), k modernímu pojetí, kdy je Země součástí větších struktur (heliocentrický názor). Pojmenování „Koperníkův princip“ se jí však dostalo až ve dvacátém století. V nedávné době byl tento princip uplatněn v teorii relativity, podle které není žádný pozorovatel význačný.